# Avia BH-21
Die Avia BH-21 war ein tschechoslowakisches Doppeldecker-Jagdflugzeug aus der zweiten Hälfte der 1920er-Jahre. Konstruiert wurde sie von Pavel Beneš und Miroslav Hajn.

## Geschichte

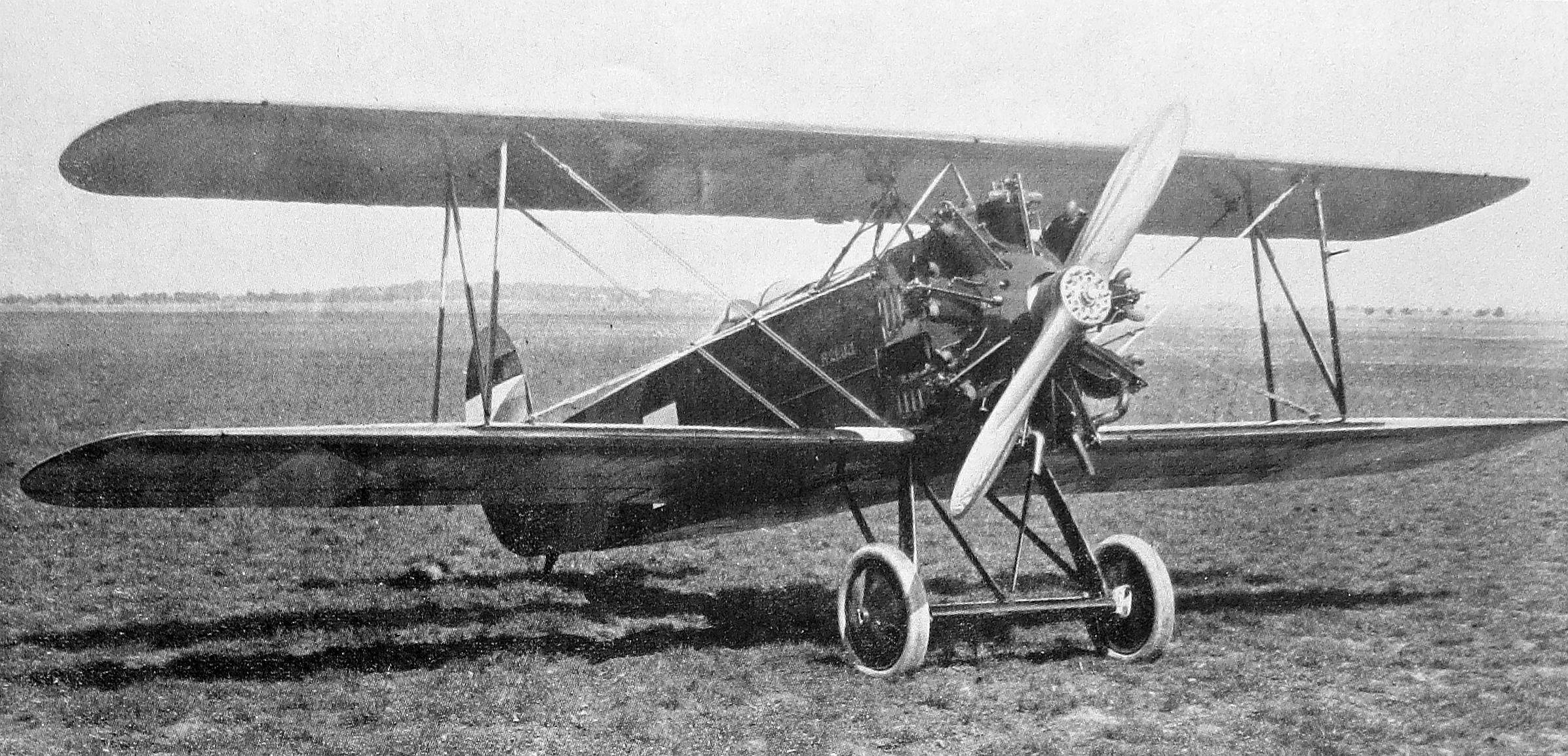
Avia BH-21J

Sie entstand als Nachfolgemodell der BH-17, die nur in einer kleinen Stückzahl gebaut wurde, weil sie schwierig zu fliegen war. Mit der BH-21 sollte dieses Problem gelöst werden. Es wurden einige Veränderungen durchgeführt; so wurden die I-Stiele zwischen den oberen und den unteren Tragflächen durch N-Stiele ersetzt, die Sicht nach vorn verbessert und ein anderer Kühler eingebaut. Wie bei allen Jagdflugzeugen dieser Zeit aus dem Hause Avia erhielt die BH-21 einen etwas größeren Unter- als Oberflügel.
Der Erstflug erfolgte im Januar 1925. Die Erprobung ergab bessere Leistungen im Vergleich zur BH-17. Die tschechoslowakischen Luftstreitkräfte bestellten daraufhin eine Serie von 137 Flugzeugen, die sie unter der militärischen Bezeichnung B-21 bis in die frühen 1930er-Jahre hinein einsetzten.
Die BH-21 nahm 1925 erfolgreich an einem internationalen Wettbewerb in Belgien teil, worauf mit belgischen Firmen Lizenzverträge abgeschlossen wurden. 39 B-21 entstanden bei SABCA und fünf weitere bei SEGA.
Eine spezielle Version für Rennwettbewerbe entstand im Frühjahr 1925 unter der Bezeichnung BH-21R. Im Gegensatz zur herkömmlichen BH-21 besaß diese Ausführung einen stärkeren Hispano-Suiza 8Fb mit 400 PS sowie einen speziellen Reed-Levasseur-Propeller. Im September desselben Jahres wurde mit diesem Typ das nationale Geschwindigkeitsrennen über 200 km mit einer Durchschnittsgeschwindigkeit von 300,59 km/h gewonnen. Eine unbewaffnete Trainingsversion erhielt die Bezeichnung BH-22.
Eine als BH-21J bezeichnete Ausführung wurde mit einem Bristol-Jupiter-Sternmotor getestet. Aus diesem Modell entstand später die BH-33, die die BH-21 Anfang der 1930er-Jahre bei den Luftstreitkräften ablöste.

## Militärische Nutzung
Belgien
- Belgische Luftstreitkräfte

 Tschechoslowakei
- Tschechoslowakische Luftstreitkräfte

## Technische Daten

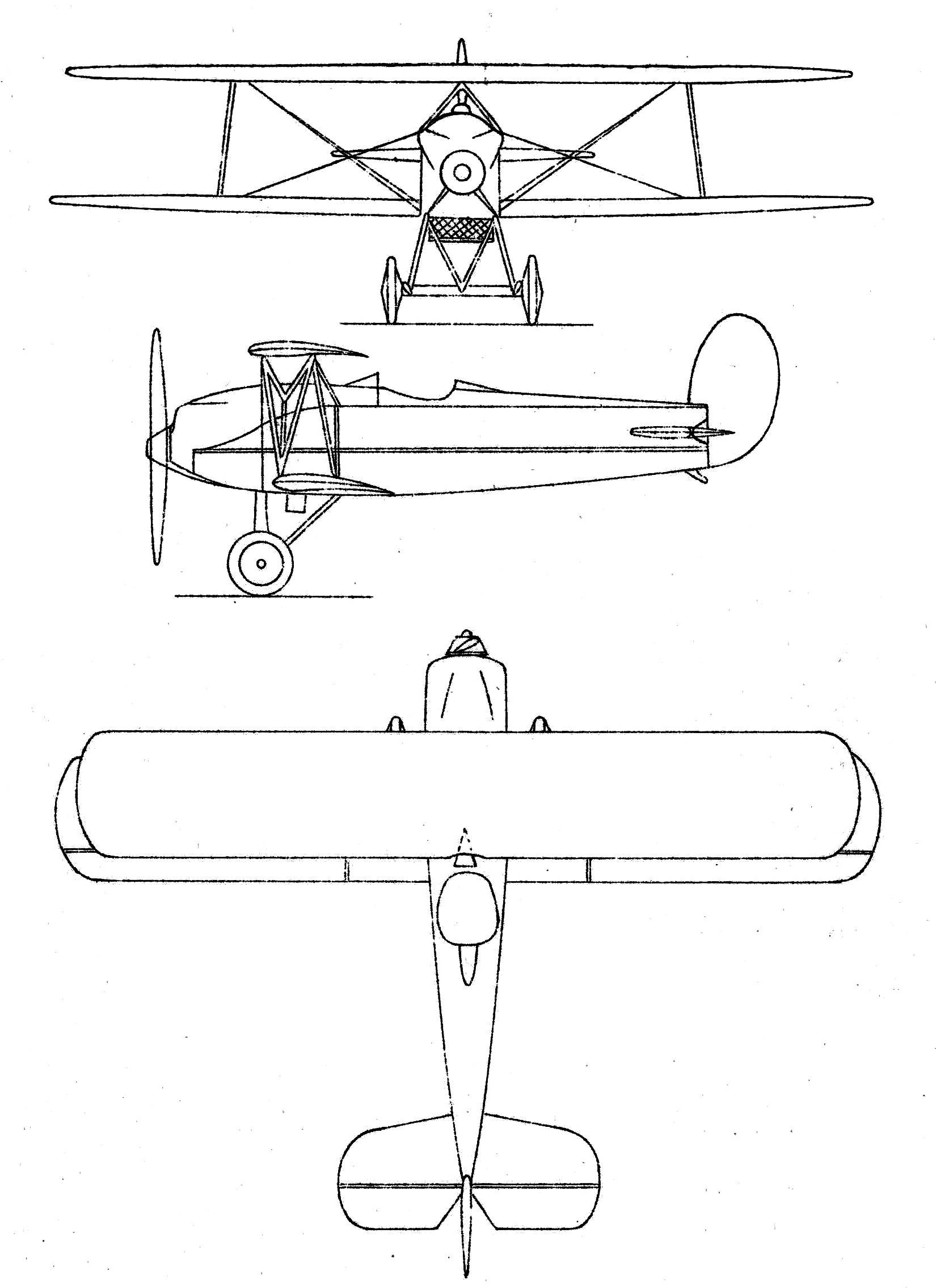
Dreiseitenriss

| Kenngröße             | Daten                                                                           |
| --------------------- | ------------------------------------------------------------------------------- |
| Konstrukteur(e)       | Pavel Beneš / Miroslav Hajn                                                     |
| Besatzung             | 1                                                                               |
| Spannweite            | 8,90 m                                                                          |
| Länge                 | 6,87 m                                                                          |
| Höhe                  | 2,74 m                                                                          |
| Flügelfläche          | 21,96 m²                                                                        |
| Flächenbelastung      | 49,5 kg/m²                                                                      |
| Leermasse             | 720 kg                                                                          |
| Startmasse            | maximal 1084 kg                                                                 |
| Triebwerk(e)          | ein flüssigkeitsgekühlter Achtzylinder-V-Motor Hispano-Suiza 8Fb (Lizenz Škoda) |
| Leistung              | 228 kW (310 PS)                                                                 |
| Höchstgeschwindigkeit | 245 km/h in 3000 m Höhe                                                         |
| Steigzeit             | 13 min auf 5000 m                                                               |
| Gipfelhöhe            | 5500 m                                                                          |
| Reichweite            | 550 km                                                                          |
| Bewaffnung            | zwei starre 7,7-mm-Vickers-MG über dem Motor                                    |